# Carter Phillips
William Carter Phillips (* 26. Oktober 1988 in Richmond, Virginia) ist ein professioneller US-amerikanischer Pokerspieler. Er ist zweifacher Braceletgewinner der World Series of Poker und gewann 2009 das Main Event der European Poker Tour.

## Persönliches
Phillips lebt in Charlotte im US-Bundesstaat North Carolina.

## Pokerkarriere

### Werdegang
Phillips spielte von August 2007 bis Juli 2014 online unter den Nicknames bdybldngpkr (PokerStars) und BdyBldngpkrplyr (Full Tilt Poker). Mit Turnierpoker hat er sich online mehr als 2 Millionen US-Dollar erspielt.
Seine erste Geldplatzierung bei einem Live-Turnier erzielte Phillips im Januar 2009 beim Main Event der Latin American Poker Tour in Viña del Mar. Anfang September 2009 gewann er das Main Event der European Poker Tour in Barcelona. Dafür setzte er sich gegen 427 andere Spieler durch und erhielt den Hauptpreis von 850.000 Euro. Im Juni 2010 war er erstmals bei der World Series of Poker (WSOP) im Rio All-Suite Hotel and Casino am Las Vegas Strip erfolgreich und gewann ein Turnier in der Variante No Limit Hold’em 6-Max. Für diese Leistung bekam er ein Bracelet sowie eine Siegprämie von knapp 500.000 US-Dollar. Bei der WSOP 2012 sicherte sich der Amerikaner ein weiteres Bracelet in der Variante No-Limit Hold’em mitsamt rund 650.000 US-Dollar Preisgeld. Seitdem blieben größere Turniererfolge aus. Seine bis dato letzte Geldplatzierung erzielte er im August 2019.
Insgesamt hat sich Phillips mit Poker bei Live-Turnieren über 2,5 Millionen US-Dollar erspielt.

### Braceletübersicht
Phillips kam bei der WSOP siebenmal ins Geld und gewann zwei Bracelets:
| Jahr | Buy-in (in $) | Turnier                       | Teilnehmer | Preisgeld (in $) |
| ---- | ------------- | ----------------------------- | ---------- | ---------------- |
| 2010 | 1500          | No-Limit Hold’em / Six Handed | 1663       | 482.774          |
| 2012 | 1500          | No-Limit Hold’em              | 2811       | 664.130          |